# 陈来
陈来（1952年1月1日—），中国孟子研究院首任学术委员会主任，清华大学国学研究院院长，清华大学哲学系教授。

## 生平
1952年出生于北京。1976年中南矿冶学院（现中南大学）地质系毕业。1981年获北京大学哲学硕士。1985年获北京大学哲学博士。曾师从张岱年、冯友兰先生。1981年到2009年任教于北京大学哲学系，后转任清华大学哲学系教授，并重组清华国学研究院。2018年1月，当选第十三届全国政协委员。

## 研究领域
陈来主要研究儒家哲学、宋元明清理学、现代儒家哲学。

## 著作
主要著作有：
- 1.《朱熹哲学研究》，中国社会科学出版社，1988
- 2.《朱子书信编年考证》，上海人民出版社，1989
- 3.《有无之境－王阳明哲学的精神》，人民出版社，1991
- 4.《宋明 理 学》，辽宁教育出版社，1992
- 5.《哲学与传统：现代儒家哲学与现代中国文化》，允晨出版公司，1994
- 6.《古代宗教与伦理─儒家思想的根源》，三联书店，1996
- 7.《人文主义的视界》，广西教育出版社，1997
- 8.《陈来自选集》，广西师大出版社，1997
- 9.《中国宋元明哲学》課程教材，香港公开大学，1999
- 10.《朱子哲学研究》，华东师大出版社，2000
- 11.《现代中国哲学的追寻－新理学与新心学》，人民出版社，2001
- 12.《古代思想文化的世界－春秋时代的宗教、伦理与社会思想》，三联书店，2002
- 13.《中国近世思想史研究》，商务印书馆，2003
- 14.《诠释与重建－王船山的哲学精神》，北京大学出版社，2004
- 15.《传统与现代》，北京大学出版社，2006
- 16.《早期道学话语的形成与演变》，（合著），安徽教育出版社，2007
- 17.《燕园问学记》，北京大学出版社，2008
- 18.《东亚儒学九论》，三联书店，2008
- 19.《宋明儒学论》，香港三联，2008
- 20.《竹帛五行与简帛研究》，三联书店，2009
- 21. Tradition and Modernity，Brill 出版公司，莱顿 -波士顿，2009